# Флаг муниципального округа Некрасовка
Флаг муниципального округа Некра́совка в Юго-Восточном административном округе города Москвы Российской Федерации — опознавательно-правовой знак, служащий официальным символом муниципального образования.
Первоначально данный флаг был утверждён 24 марта 2004 года как флаг муниципального образования Некрасовка.
Законом города Москвы от 11 апреля 2012 года № 11, муниципальное образование Ясенево было преобразовано в муниципальный округ Ясенево.
Решением Совета депутатов муниципального округа Некрасовка от 12 сентября 2018 года флаг муниципального округа Некрасовка был утверждён флагом муниципального округа Некрасовка.
Флаг внесён в Государственный геральдический регистр Российской Федерации с присвоением регистрационного номера 12028.

## Описание
Описание флага, утверждённое 24 марта 2004 года, гласило:
«Флаг муниципального образования Некрасовка представляет собой двустороннее, прямоугольное полотнище с соотношением сторон 2:3.
В центре зелёного полотнища помещено изображение жёлтого круга с жёлтой каймой, мурованной в два ряда чёрными швами. Диаметр круга с каймой составляет 11/24 длины (11/16 ширины) полотнища флага.
Полотнище диагонально пересекается из верхнего угла, прилежащего к древку, шиповидной полосой, составленной из трёх, равных по ширине полос: белой, голубой и белой, переменяющих свой цвет при пересечении жёлтого круга и каймы. Общая ширина шиповидной полосы составляет 1/5 длины (3/10 ширины полотнища флага)».
Описание флага, утверждённое 12 сентября 2018 года, гласило:
«Прямоугольное двухстороннее полотнище с отношением ширины к длине 2:3, воспроизводящее фигуры из герба муниципального округа Некрасовка, выполненные зелёным, голубым, белым и жёлтым цветом».
Геральдическое описание герба гласит:
«В зелёном поле — золотой безант с каймой, мурованной в два ряда с чёрными швами, и поверх всего — серебряная и лазоревая перевязь, вверху выщербленная, внизу чешуевидная и дважды просечённая соответственно, части которой переменяют цвета в безанте».

## Обоснование символики
Флаг муниципального округа Некрасовка создан на основе герба муниципального округа Некрасовка и повторяет его символику.
Исстари на месте современного муниципального округа Некрасовка находилось село Бедрино, ставшее в 20-х годах XIX века прекрасной подмосковной усадьбой с красивым парком, оранжереями, фруктовым садом, искусственными водоёмами.
Жёлтый круг с мурованной каймой и наложенной серебряно-голубой шиповидной перевязью указывают на наличие на территории муниципального округа одного из крупнейших в мире и крупнейшего в Европе комплекса очистных сооружений — Люберецких очистных сооружений АО «Мосводоканал». Этот комплекс сооружений мощностью три миллиона кубометров сточных вод в сутки существует здесь с 1884 года, когда впервые земли нынешнего муниципального округа Некрасовка были выкуплены Московской Городской Управой для расширения.
Примененные во флаге цвета символизируют:
зелёный цвет — символ жизни, молодости, природы, роста, здоровья;
голубой цвет (лазурь) — символ чести, красоты, благородства, духовности и чистого неба;
белый цвет (серебро) — символ чистоты, невинности, верности, надежности и доброты;
жёлтый цвет (золото) — символ высшей ценности, солнечной энергии, богатства, силы, устойчивости и процветания.